# 人行道

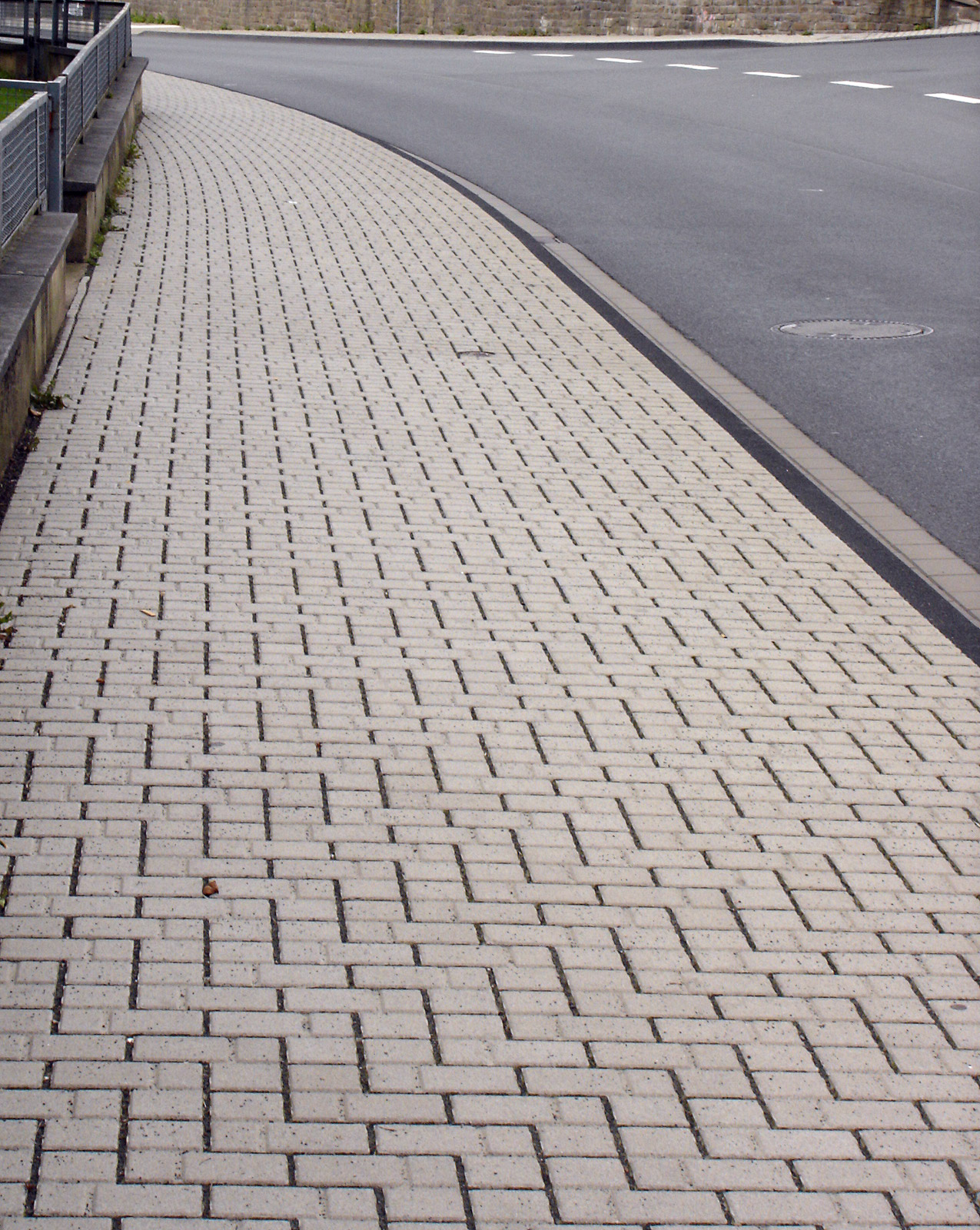
行人路

行人路是專門提供行人行走而鋪設的專有道路，當行人進入行人路時，所有車輛都必須禮讓行人；如未對行人停讓就會受到嚴重的處罰。

## 說明
- 分佈：在城市，人行步道是非常普遍的，一般街道旁均有人行步道。在乡村人行步道比较少，在野外則更只有人通行而踏出的自然歩道。
- 通行：根据各地不同的交通规则，在有些地区自行车也可以在行人路上行走。
- 街道設施：根据城市规划和现状的不同行人路的宽度可以相差非常大。行人路上还可能有其它的设施比如路灯、交通信号、行人用指示牌、广告牌、地上消火栓、道路交通標誌、裝飾用地面燈等等。一些行人路上还有树木、花草和供行人休息的长板凳。在有些地方街道两旁的店铺可以在行人路上放货摊、座椅、遮阳伞等等。
- 無障礙環境：在发达国家许多地区的法律要求行人路上移除所有不便利残疾人使用的设施，因此在过马路的地方行人路专门降低到马路同一个水平，以便轮椅过马路；也有在行人路上安裝導盲磚，也稱盲道。
- 路緣利用：行人路与马路之间的地方稱路緣，是機動車輛車道的最邊緣處，實現了人車安全的隔離效果。一般會利用路緣的緩衝地帶性質，加建裝置或裝飾品：加裝欄杆以隔離人車，路面設阴沟和下水道来排洩降水，或栽植行道樹作綠化。
- 改善生態環境：使用透水鋪面，降水可從行人路表面直接滲透進入土壤，成為水循環的重要部分。[2]

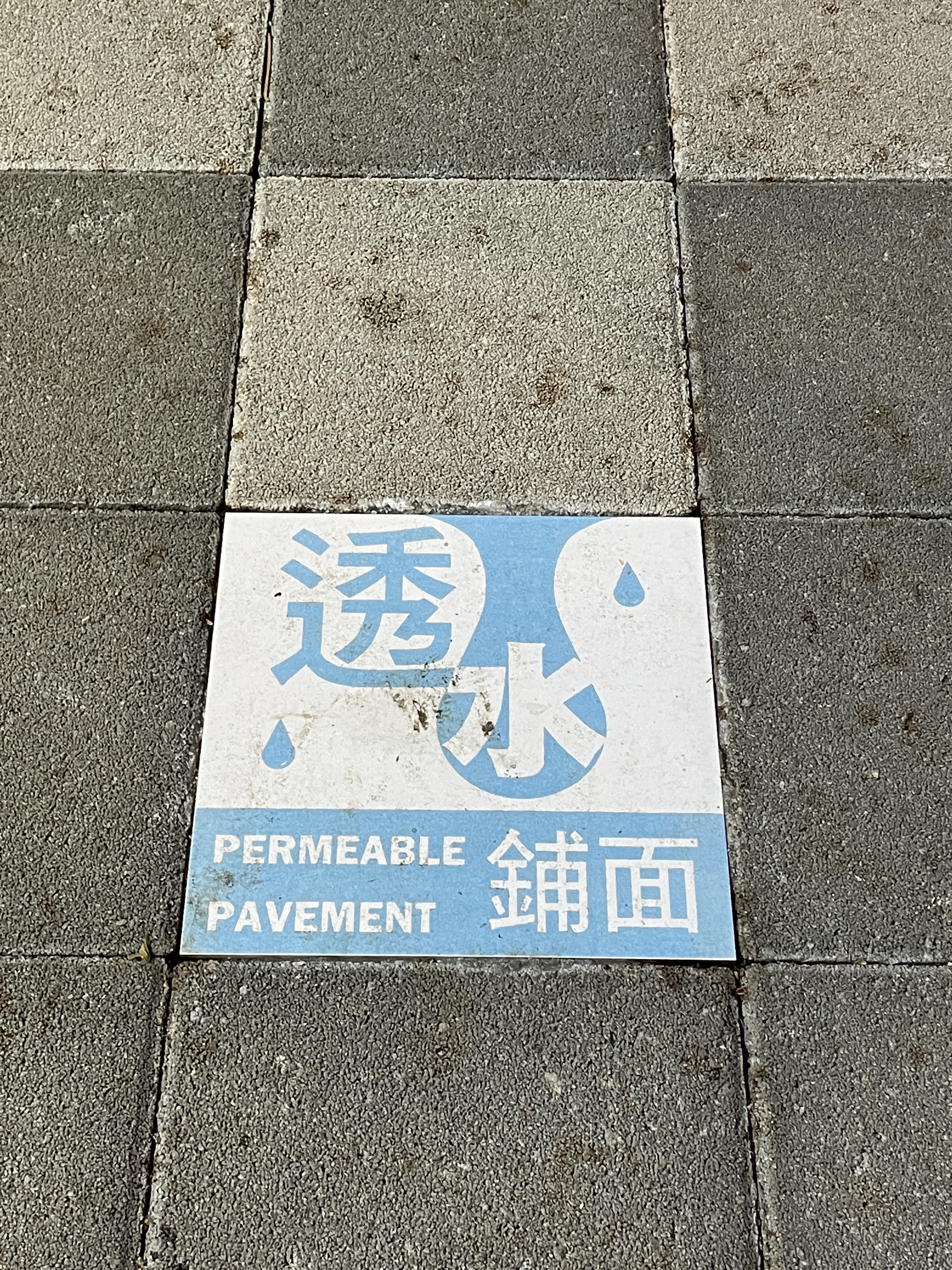
台灣台北市某些路段的行人道採用透水性鋪面材料
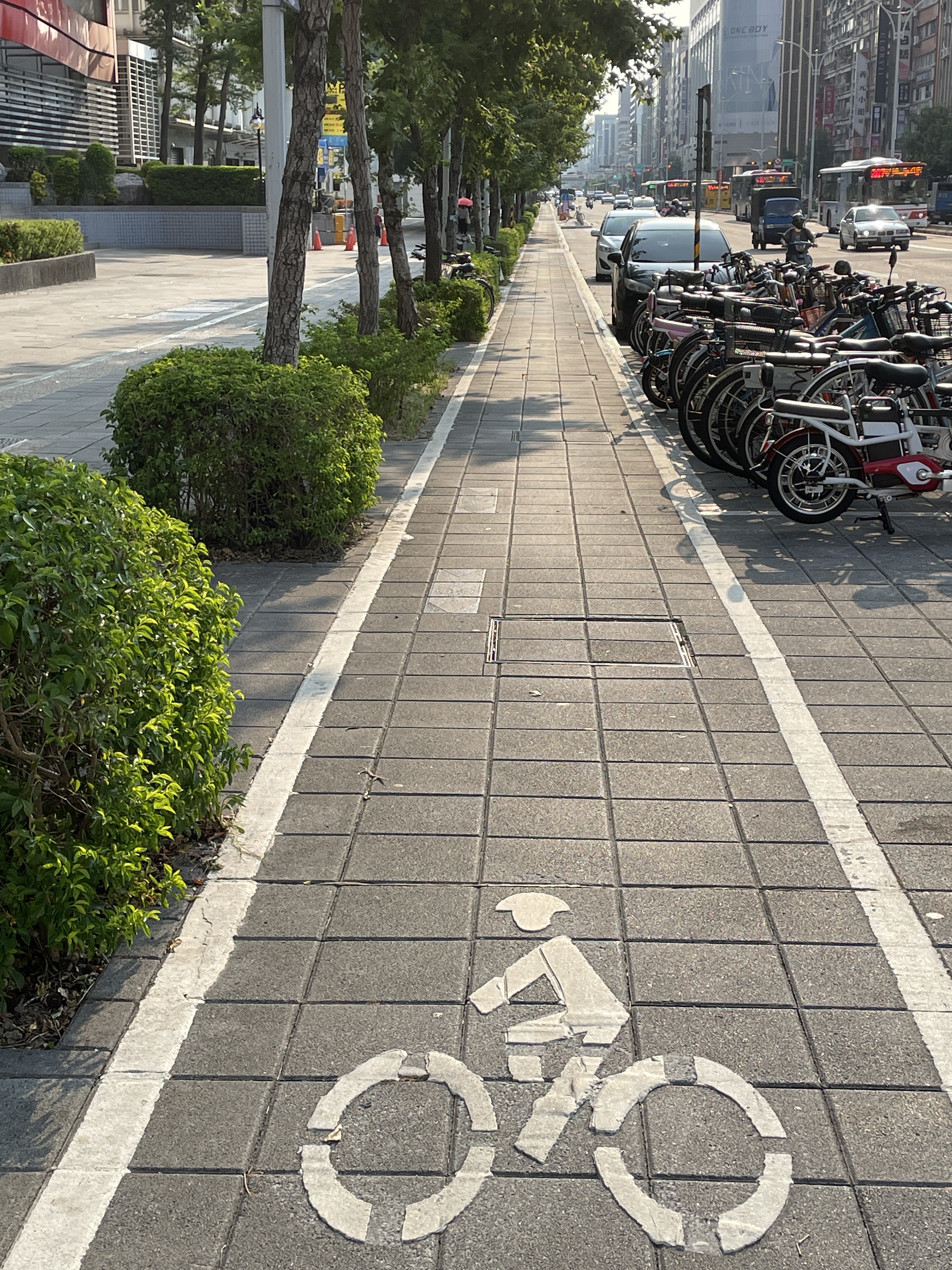
台北市某些路段的行人道設有自行車優先路線

## 功能
1. 交通功能
  - 行人步行之流暢、安全、人車分離
2. 商業功能
  - 最小型、覆蓋最廣的商業集市，比購物廣場的存在更實際（後者需要在大面積空地建設，前者在有行人路的地方就能形成）
3. 社會功能
  - 社交、遊憩、休憩
4. 都市空間、防災功能
  - 適度開放空間可阻擋火災蔓延，並具環境保育空間

## 分類

### 依構造分類
1. 高架
2. 平面
3. 地下
  1. 地下道
  2. 地下街

### 依功能分類
1. 遊憩
2. 通勤、通學
3. 購物
4. 交通